# سياه سياه حبيب (مقاطعة إسلام آباد غرب)
سياه‌سياه‌حبيب (بالفارسية: سیاه‌سیاه‌حبیب) هي قرية تقع في قسم حومة الجنوبي الريفي (مقاطعة إسلام آباد غرب) في إيران. يقدر عدد سكانها بـ 77 نسمة بحسب إحصاء 2016.